# Ptačí hrádek
Ptačí hrádek je přírodní památka v Českém Krumlově v Jihočeském kraji. Předmětem ochrany je komplex lesních ekosystémů na příkrých svazích s významným zastoupením suťových lesů, dubohabřin, bučin a vegetace skalních výchozů, včetně populací chráněných a ohrožených druhů rostlin na ně vázaných.

## Historie
Území bylo historicky využíváno převážně jako lesní porosty bez intenzivního hospodaření, což napomohlo uchování přírodě blízkého charakteru místních lesů. V některých částech došlo v minulosti k výsadbám nepůvodních druhů, jinak se zde ale nebyly dlouhodobě prováděny výrazné zásahy. V blízkosti se nachází Dobrkovická jeskyně, významná archeologická lokalita se středopaleolitickými nálezy.

## Fauna
Byl zde zaznamenán výskyt lejska černohlavého (Ficedula hypoleuca) a datla černého (Dryocopus martius). Mezi zajímavé druhy bezobratlých patří například ohrožený batolec červený (Apatura ilia) nebo silně ohrožený zdobenec zelenavý (Gnorimus nobilis) vázaný na staré lesní porosty s dostatkem mrtvého dřeva. Mozaika lesních a skalních biotopů vytváří vhodné prostředí pro řadu dalších specializovaných druhů.

## Flóra
Flóra přírodní památky Ptačí hrádek je velmi pestrá a zahrnuje zejména druhy vázané na suťové lesy, bučiny a skalní biotopy. Mezi chráněné nebo ohrožené druhy zde patří oměj pestrý pravý (Aconitum variegatum subsp. variegatum), orlíček obecný (Aquilegia vulgaris), lilie zlatohlavá (Lilium martagon) či smldník rakouský pravý (Peucedanum austriacum subsp. austriacum). Vegetace je druhově bohatá díky pestrému geologickému podkladu a členitému terénu. Přirozené podmínky umožňují existenci společenstev v různé fázi vývoje s minimem invazních druhů.